# Tehla
Tehla (Hongaars: Töhöl) is een Slowaakse gemeente in de regio Nitra, en maakt deel uit van het district Levice.
Tehla telt 530 inwoners.